# برنامج إيش طابخين يا دانية
إيش طابخين يا دانية هو برنامج تلفيزيوني موجه للأطفال تبثه قناة إم بي سي 3.
يهدف البرنامج إلى تعليم الأطفال الطبخ و توجه إم ‌بي ‌سي 3 الدعوة لكل الراغبين في تعلُّم فنون الطهي إلى الاستمتاع بمشاهدة حلقات برنامج "إيش طابخين يا دانية"، الذي تقدم من خلاله دانية شافعي، بأسلوب تعليمي جذّاب، وصَفَات العديد من الوجبات والأطباق الشهية.
توضح دانية لجمهور البرنامج من البنات والأولاد، في الفئة العمرية من 9 إلى 13 عامًا، خطوات إعداد الوجبات والأطباق المختلفة، والمقادير اللازمة لها، بما يُمكِّنهم من مساعدة الوالدين في تحضير وجباتهم المفضلة.
تستضيف دانية خلال الحلقات أطفالاً عاديين، وآخرين من مشاهير الأطفال وأمهاتهم، وتقوم في كل حلقة بالتسوق؛ لشراء المكونات المطلوبة، وتعلم جمهورها خلال تسوُّقِها كيفية اختيار الأفضل دائمًا من الخضراوات، الفواكه، الأسماك، اللحم، وغيرها من المواد، وتوضح القيمة الغذائية لكل منها.